# Grande Prêmio da Alemanha de 1963
Resultados do Grande Prêmio da Alemanha de Fórmula 1 realizado em Nürburgring à 4 de agosto de 1963. Sexta etapa da temporada, nela o britânico John Surtees conquistou a primeira vitória de sua carreira.

## Classificação da prova
| Pos. | Nº | Piloto                  | Construtor     | Voltas | Tempo/Diferença  | Grid | Pontos |
| ---- | -- | ----------------------- | -------------- | ------ | ---------------- | ---- | ------ |
| 1    | 7  | John Surtees            | Ferrari        | 15     | 2:13:06.8        | 2    | 9      |
| 2    | 3  | Jim Clark               | Lotus-Climax   | 15     | + 1:17.5         | 1    | 6      |
| 3    | 2  | Richie Ginther          | BRM            | 15     | + 2:44.9         | 6    | 4      |
| 4    | 26 | Gerhard Mitter          | Porsche        | 15     | + 8:11.5         | 15   | 3      |
| 5    | 20 | Jim Hall                | Lotus-BRM      | 14     | + 1 volta        | 16   | 2      |
| 6    | 16 | Jo Bonnier              | Cooper-Climax  | 14     | + 1 volta        | 12   | 1      |
| 7    | 9  | Jack Brabham            | Brabham-Climax | 14     | + 1 volta        | 8    |        |
| 8    | 4  | Trevor Taylor           | Lotus-Climax   | 14     | + 1 volta        | 18   |        |
| 9    | 18 | Jo Siffert              | Lotus-BRM      | 10     | Diferencial      | 9    |        |
| 10   | 28 | Bernard Collomb         | Lotus-Climax   | 10     | + 5 voltas       | 21   |        |
| Ret  | 17 | Carel Godin de Beaufort | Porsche        | 9      | Roda             | 17   |        |
| Ret  | 6  | Tony Maggs              | Cooper-Climax  | 7      | Motor            | 10   |        |
| Ret  | 10 | Dan Gurney              | Brabham-Climax | 6      | Câmbio           | 13   |        |
| Ret  | 22 | Mário de Araújo Cabral  | Cooper-Climax  | 6      | Câmbio           | 20   |        |
| Ret  | 24 | Ian Burgess             | Scirocco-BRM   | 5      | Falha na direção | 19   |        |
| Ret  | 23 | Tony Settember          | Scirocco-BRM   | 5      | Acidente         | 22   |        |
| Ret  | 5  | Bruce McLaren           | Cooper-Climax  | 3      | Acidente         | 5    |        |
| Ret  | 1  | Graham Hill             | BRM            | 2      | Câmbio           | 4    |        |
| Ret  | 21 | Chris Amon              | Lola-Climax    | 1      | Acidente         | 14   |        |
| Ret  | 8  | Willy Mairesse          | Ferrari        | 1      | Acidente         | 7    |        |
| Ret  | 14 | Innes Ireland           | Lotus-BRM      | 1      | Acidente         | 11   |        |
| Ret  | 15 | Lorenzo Bandini         | BRM            | 0      | Acidente         | 3    |        |
| DNQ  | 29 | André Pilette           | Lotus-Climax   |        |                  |      |        |
| DNQ  | 25 | Ian Raby                | Gilby-BRM      |        |                  |      |        |
| DNQ  | 30 | Tim Parnell             | Lotus-Climax   |        |                  |      |        |
| DNQ  | 27 | Kurt Kuhnke             | Lotus-Borgward |        |                  |      |        |
| WD   | 11 | Phil Hill               | ATS            |        | Carro danificado |      |        |
| WD   | 12 | Giancarlo Baghetti      | ATS            |        | Carro danificado |      |        |
| WD   | 19 | Masten Gregory          | Lotus-BRM      |        | Carro inconcluso |      |        |

## Tabela do campeonato após a corrida
|   | Pos. | Piloto         | Pontos |
| - | ---- | -------------- | ------ |
|   | 1    | Jim Clark      | 42     |
| 2 | 2    | John Surtees   | 22     |
| 1 | 3    | Richie Ginther | 18     |
| 1 | 4    | Graham Hill    | 13     |
|   | 5    | Dan Gurney     | 12     |

|   | Pos. | Equipe         | Pontos |
| - | ---- | -------------- | ------ |
|   | 1    | Lotus-Climax   | 43     |
| 3 | 2    | Ferrari        | 22     |
| 1 | 3    | BRM            | 22     |
| 1 | 4    | Cooper-Climax  | 17     |
| 1 | 5    | Brabham-Climax | 13     |

- Nota: Somente as primeiras cinco posições estão listadas. Apenas os seis melhores resultados, dentre pilotos ou equipes, eram computados visando o título. Neste ponto esclarecemos: na tabela dos construtores figurava somente o melhor colocado dentre os carros de um time.